# Sempervivum transcaucasicum
Sempervivum transcaucasicum és una espècie de planta amb flors de la família de les crassulàcies (Crassulaceae) del gènere Sempervivum.

## Descripció
Sempervivum transcaucasicum creix com una roseta amb un diàmetre de 3 a 4 cm i forma només uns quants estolons. Les fulles són glandulars curtes i peludes, obliquament lanceolades a obovades, de color verd groguenc, tenen una punta col·locada bruscament. La limbe foliar fa de 15 a 20 mm de llarg i uns 10 mm d'amplada.
La inflorescència és cimosa. Té entre 11 a 13 flors d'un diàmetre d'uns 2,5 cm. Els seus pètals són ovats-lanceolats i punxeguts i fan de 2 a 2,5 mm de llarg. Els sèpals són lanceolats i són de color groc clar i a la seva base de color lavanda. Tenen entre 8 i 10 mm de llarg i 2 mm d'amplada. Els estams són de color violeta clar i les anteres són grogues. Els nectaris són rectangulars i estan corbats cap amunt.
L'època de floració és el juny.

## Distribució i hàbitat
Sempervivum transcaucasicum és natiu al nord i nord-est de Turquia fins a l'oest del Transcaucas. És una planta perenne suculenta i creix principalment al bioma temperat.

## Taxonomia
Sempervivum transcaucasicum va ser descrita per Muirhead i publicat a Notes from the Royal Botanic Garden, Edinburgh 26: 284, a l'any 1965.
Etimologia
Sempervivum: nom compost per a dues paraules llatines Semper ("sempre") i vivus ("vivent"). Són Sempervivum a causa de ser plantes perennes que mantenen les fulles a l'hivern, i ser força resistents a condicions dificultoses de creixement.
transcaucasicum: epítet llatí geogràfic que fa referència a l'aparició de l'espècie a Transcaucàsia.